# Правила Чаргаффа

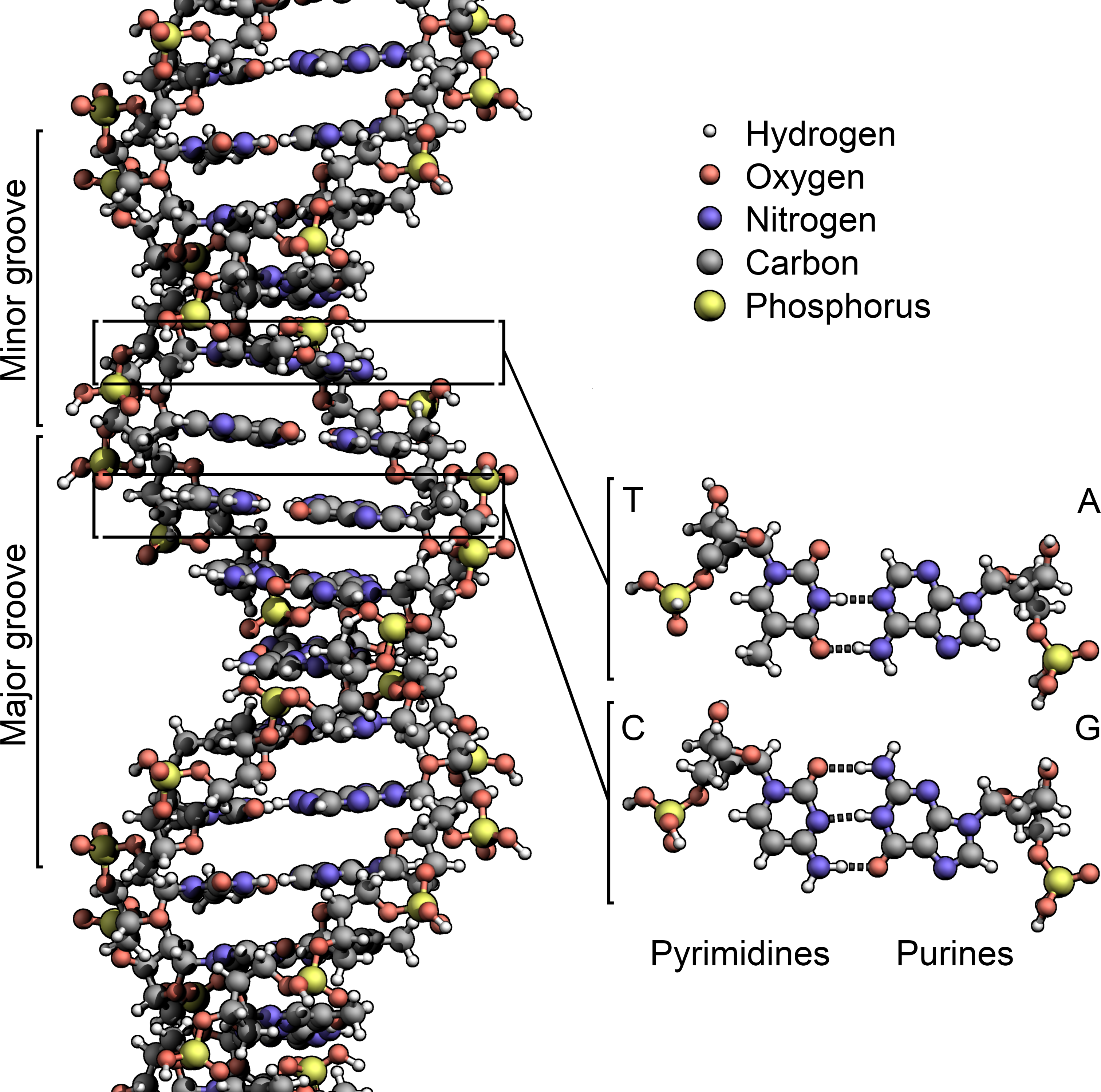
Современная модель структуры ДНК, подтверждающая Правила. Различные атомы в структуре показаны в разных цветах и детальная структура двух пар оснований показана снизу справа.

Пра́вила Ча́ргаффа — система эмпирически выявленных правил, описывающих количественные соотношения между различными типами азотистых оснований в ДНК. Были сформулированы в результате работы группы биохимика Эрвина Чаргаффа в 1949—1951 гг.

До работ группы Чаргаффа господствовала так называемая «тетрануклеотидная» теория, согласно которой ДНК состоит из повторяющихся блоков по четыре разных азотистых основания (аденин, тимин, гуанин и цитозин). Чаргаффу и сотрудникам удалось разделить нуклеотиды ДНК при помощи бумажной хроматографии и определить точные количественные соотношения нуклеотидов разных типов. Они значительно отличались от эквимолярных, которых можно было бы ожидать, если бы все четыре основания были представлены в равных пропорциях. Соотношения, выявленные Чаргаффом для аденина (А), тимина (Т), гуанина (Г) и цитозина (Ц), оказались следующими:
1. Количество аденина равно количеству тимина, а гуанина — цитозину: А=Т, Г=Ц.
2. Количество пуринов равно количеству пиримидинов: А+Г=Т+Ц.
3. Количество оснований с аминогруппами в положении 6 равно количеству оснований с кетогруппами в положении 6: А+Ц=Т+Г.

Вместе с тем, соотношение (A+Т):(Г+Ц) может быть различным у ДНК разных видов. У одних преобладают пары АТ, в других — ГЦ.
Правила Чаргаффа, наряду с данными рентгеноструктурного анализа, сыграли решающую роль в расшифровке структуры ДНК Дж. Уотсоном и Фрэнсисом Криком.
В 1968 году Чаргафф выявил, что в каждой из нитей ДНК количество аденина приблизительно равно количеству тимина, а гуанина — цитозину: А~Т, Г~Ц. В 1990-х с развитием технологии секвенирования ДНК это правило было подтверждено 